# Gigli Ndefe
Gigli Ndefe (* 2. března 1994 Waart) je angolský profesionální fotbalista, který hraje na pozici pravého obránce za český klub 1. FC Slovácko a za angolský národní tým.

## Klubová kariéra
Ndefe prošel mládežnickými kluby belgických týmů FC Asse-Zellik 2002, SK Lebeke-Aalst a SC Eendracht Aalst. Za posledně jmenovaný klub debutoval v profesionálním fotbale 28. března 2012 v utkání 2. belgické ligy proti Lommel SK. Za Eendracht odehrál celkem 8 ligových utkání, sezonu 2014/15 odehrál na hostování v nizozemském FC Oss.
V červenci 2015 přestoupil do RKC Waalwijk. V jeho dresu debutoval 10. srpna 2015 na hřišti SC Telstar. Okamžitě se stal členem základní sestavy, ve své první sezoně nastoupil do 34 ligových zápasů ze 38, vždy v základní sestavě. V sezoně 2016/17 vynechal ze 38 zápasů pouze 1, a to kvůli trestu za 4 žluté karty. Nový trenér Waalwijku Fred Grim ale Ndefeho odstavil a v ročníku 2018/19 nastoupil do pouhých 10 zápasů.
V červenci 2019 se po konci smlouvy rozhodl přestoupit do Karviné do 1. české ligy. V české nejvyšší soutěži debutoval 14. července 2019 v utkání 1. kola ligy na hřišti Mladé Boleslavi.
V lednu 2021 přestoupil do Baníku Ostrava.
Dne 10. července 2024 podepsal Ndefe smlouvu se Slováckem do léta 2026.

## Reprezentační kariéra
Ndefe se narodil v Nizozemsku a je angolského původu. Za národní tým Angoly debutoval 1. června 2022 při vítězství 2:1 nad Středoafrickou republikou v kvalifikaci na Africký pohár národů 2023.